# Pellegrino Capaldo
Pellegrino Capaldo (Atripalda, 10 luglio 1939 – Roma, 14 gennaio 2025) è stato un banchiere, economista e politico italiano.

## Biografia
Dopo la laurea in economia e commercio conseguita a 21 anni nel 1960, ha intrapreso la carriera accademica. Nel 1961 è divenuto assistente ordinario, poi libero docente e infine, nel 1970, professore ordinario dell'Università La Sapienza.
Ha pubblicato opere in tema di programmazione e finanza aziendale, bilanci dello Stato e d'impresa e risanamento di imprese in crisi. Ha svolto, inoltre, consulenze professionali per aziende ed enti ricoprendo incarichi di consigliere di amministrazione e presidente di diverse società, soprattutto nel settore del credito.
All'inizio degli anni ottanta è stato uno dei tre probiviri designati dalla Segreteria di Stato della Santa Sede per dirimere la questione Banco Ambrosiano-IOR.
Nel 1987 è diventato presidente della Cassa di Risparmio di Roma e ha portato a compimento l'acquisizione dall'IRI del pacchetto di controllo del Banco di Santo Spirito e, successivamente, del Banco di Roma; è diventato nel 1992 presidente dell'istituto di credito nato da questa fusione per incorporazione, la Banca di Roma. Nel dicembre del 1995 ha dato le dimissioni dalle sue cariche per ritornare alla precedente attività universitaria e professionale. L'anno successivo è stato indagato per la vicenda Federconsorzi, al relativo processo è stato assolto con formula piena (non sussistenza dei fatti), sentenza confermata dalla Cassazione nel 2006; va ricordato, però, che il reato di abuso d'ufficio si dichiarava estinto per avvenuta prescrizione.
Un tempo esponente della Democrazia Cristiana, ha appoggiato nel 1998 la nascita dell'Unione Democratica per la Repubblica (UDR) creata da Francesco Cossiga.

## Opere
- La programmazione aziendale, Milano, Giuffrè, 1965
- Capitale proprio e capitale di credito nel finanziamento d'impresa, Milano, Giuffrè, 1967
- L'autofinanziamento nell'economia dell'impresa, Milano, Giuffrè, 1968
- Il bilancio dello Stato nel sistema della programmazione economica, Milano, Giuffrè, 1973
- Scritti sparsi di Pellegrino Capaldo, Milano, Giuffrè, 1995
- Contributo in: Accademia italiana di economia aziendale (a cura di), Le aziende non profit tra stato e mercato. Atti del Convegno (Roma, 28-30 settembre 1995), Bologna, Clueb, 1996
- Reddito, capitale e bilancio di esercizio, Milano, Giuffrè, 1998
- L’azienda centro di produzione, Milano, Giuffrè, 2013